# Al-Khor Sports Club
Al-Khor Sports Club (em árabe: نادي الخور الرياضي) é uma agremiação esportiva do Qatar, situada na cidade de Al Khor, fundada em 1961. Além do futebol, possui departamentos de futsal, basquete, tênis de mesa, natação, atletismo, handebol e vôlei.
Em 2007, derrotou o Al-Arabi na semifinal da HH a Copa do Emir para chegar à final.
Seu estádio é o Al-Khawr Stadium. Atualmente, disputa a Primeira Divisão do Qatar.

## História
Foi oficialmente criado em 1951 por trabalhadores da indústria petrolífera. O clube foi restabelecido em 1961 e adotou o futebol como seu esporte principal, bem como outras atividades recreativas e desportivas. No entanto, o clube esteve limitado em seus recursos. 
Havia outros dois outros clubes em Al-Khor e o funcionamento de ambos ocorria em separado. Eles se fundiram para formar o Al-Khor Sports Club, entre 1962 e 1964, e logo foi feita uma solicitação para ingressar na Qatar Football Association a 10 de junho de 1964 (Resolução nº 13).
Abraçando o movimento da juventude, que elaborou planos e programas, fornecendo fundos para todas as instalações, o clube foi capaz de expandir a base de participação na maioria dos esportes, bem como participar em diversas atividades. As cores originais do Al-Khor, em 1961, eram principalmente amarelo e branco. Foram alteradas para azul e branco depois de entrar no campeonato de futebol em 1964.

## Títulos
- Copa Sheikh Jassem - 2003;
- Copa da Coroa do Príncipe do Qatar - 2005;
- Copa dos Campeões do Golfo : 1 aparição - 2008 (fase de grupos)